# Séisme de 2018 à Osaka
Le Séisme de 2018 à Osaka est un séisme qui s'est produit dans la Préfecture d'Osaka, au Japon le 18 juin 2018 avec une magnitude de 5.5. Son intensité a atteint le niveau 6 – sur l’échelle de Shindo.  A Takatsuki, l'accélération maximale du sol a atteint 806 Gal.

## Bilan

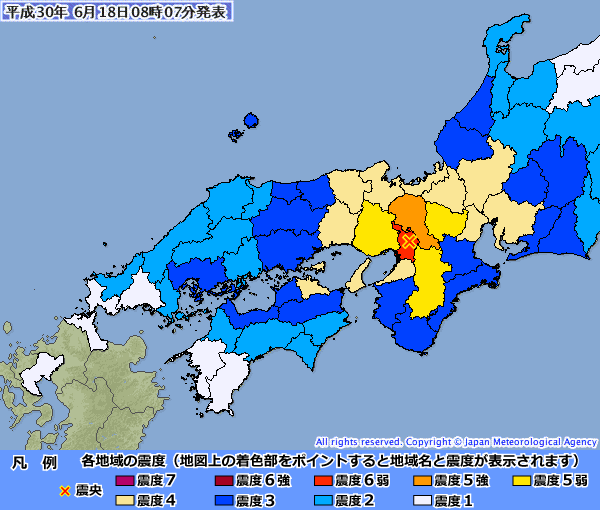
Intensité du séisme de 2018 à Osaka

Le séisme a été suivi de 28 répliques en 24 heures.
Le séisme a particulièrement touché les municipalités de Takatsuki, Ibaraki, Hirakata et Minoh. Il a causé des dégâts aux infrastructures et aux habitations dans les préfectures d'Osaka, de Kyoto, de Nara et de Hyogo, il a tué quatre personnes de la préfecture d'Osaka et en a blessé 428 autres dans les préfectures d'Osaka, de Hyogo, de Kyoto, de Nara, de Shiga, de Mie et de Tokushima,.
Tous les transports publics de la ville d'Osaka et du nord de la préfecture d'Osaka ont été interrompus pendant plusieurs heures; on estime qu'environ 200 000 personnes se trouvaient dans un train qui s'est arrêté lorsque le séisme a eu lieu et que, en tout, 5 470 000 personnes ont été affectées par les perturbations ferroviaires. 110 000 foyers ont eu le gaz coupé, tandis que 170 000 foyers ont momentanément été privés d'électricité à la suite du tremblement de terre. En outre, plus de 200 000 personnes n'ont pas eu d'eau potable à leur domicile pendant un ou plusieurs jours. Les décès ont été causés par l'effondrement de murs ou la chute de meubles.
Le séisme a endommagé des équipements scientifiques dans plusieurs universités de la région, notamment deux microscopes électroniques d'une valeur de 2,3 milliards de yens, ce qui a entraîné des retards pour plusieurs programmes de recherche.
À cause de pluies torrentielles, par crainte de glissements de terrain, 1 700 personnes ont temporairement quitté leur domicile et cherché refuge dans des centres d'accueil.
Certains experts expliquent que le séisme a eu un fort impact par le fait qu'il s'est produit dans la plaine d'Osaka, formée en grande partie de sédiments du fleuve Yodo et de ses affluents, la Katsura-gawa, la Kizu-gawa et la Uji-gawa.  Toutefois, il a commis relativement peu de dégâts, sans doute parce qu'il a produit des ondes sismiques assez brèves.

## Conséquences
Les autorités de la préfecture d'Osaka ont officiellement averti de la diffusion de rumeurs xénophobes sur les réseaux sociaux après le séisme et invité la population à être critique et vérifier les informations diffusées sur internet.
Parmi les victimes de la catastrophe, deux cas sont dus à l'effondrement d'un mur dans la préfecture d'Ōsaka. Des vérifications d'urgence ont été menées, et  des murs en béton enfreignant les normes de construction ont été découverts. Dans la ville de Toyonaka, 66 des 85 écoles de la ville, soit 80 % d'entre elles, ont des murs qui ne respectent pas les normes de construction.